# Corinne Zellweger-Gutknecht
Corinne Zellweger-Gutknecht (* in Bern) ist eine Schweizer Rechtswissenschaftlerin.

## Leben
Corinne Zellweger-Gutknecht studierte an der Universität Bern, wo sie 2007 promovierte. Sie war Postdoc an der Universität Zürich und Gastforscherin am Max-Planck-Institut für ausländisches und internationales Privatrecht in Hamburg, am House of Finance der Goethe-Universität sowie an der Université Paris 1 Panthéon-Sorbonne. Seit 2020 ist sie Professorin für Privatrecht und Wirtschaftsrecht an der Universität Basel. Sie ist zudem Titularprofessorin an der Universität Zürich und Professorin an der Kalaidos Fachhochschule.

## Schriften (Auswahl)
- Die Gewähr: Risikoverantwortlichkeit als Anspruchsgrund zwischen Verschuldenshaftung und Gefahrtragung. Bern 2007, ISBN 3-7272-0006-5.
- Das Erlöschen der Obligation, Verrechnung, Art. 120–126 OR. Bern 2012, ISBN 978-3-7272-3366-1.